# Andreas Schrott
Andreas Schrott (Hall in Tirol, 24 agosto 1981) è un allenatore di calcio ed ex calciatore austriaco, di ruolo difensore.